# Carl Hammar (ingenjör)

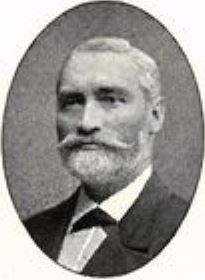
Carl Hammar

Carl Jesper Hammar, född 20 november 1829 i Söndrums socken, Hallands län, död 13 juli 1908 i Östra Husby församling, Östergötlands län, var en svensk ingenjör.
Hammar avlade examen vid Chalmerska slöjdskolan 1848 och vid Teknologiska institutet 1852. Han var anställd vid Nyqvarns pappersbruk 1848–50, underingenjör vid Stockholms gasverk 1854–73, biträdande lärare i maskinkonstruktioner vid Teknologiska institutet (Kungliga Tekniska hög skolan) 1859–67, tillförordnad professor i mekanisk teknologi där 1871–85 (efter Clas Wilhelm Eneberg) samt innehavare av Husby kvarn och såg i Östergötland från 1886. Han konstruerade och byggde kraftmaskiner och fabriksanläggningar samt blev hedersledamot i Svenska Teknologföreningen 1864.